# Carlos Mesa
Carlos Diego Mesa Gisbert (La Paz, 12 agosto 1953) è un politico boliviano. È stato Presidente della Bolivia dal 17 ottobre 2003 al 6 giugno 2005.

## Presidenza
È diventato presidente della Bolivia nell'ottobre 2003, a seguito delle dimissioni di Gonzalo Sánchez de Lozada, di cui era vicepresidente, a causa della "guerra del gas" (80 morti e 500 feriti nella repressione delle manifestazioni contro gli aumenti dei prezzi a seguito delle privatizzazioni).
Nel luglio 2004, sotto la pressione del Movimento per il Socialismo (MAS) del sindacalista contadino Evo Morales, ha organizzato un "referendum sul gas" durante il quale la maggioranza della popolazione ha votato per la nazionalizzazione degli idrocarburi. Di fronte all'opposizione del Fondo Monetario Internazionale (FMI), della Banca Mondiale e delle multinazionali, ha dichiarato che questa legge è "impossibile" da attuare.